# Dinteville (Haute-Marne)
Dinteville település Franciaországban, Haute-Marne megyében. Lakosainak száma 66 fő (2022. január 1.). Dinteville Lanty-sur-Aube, Latrecey-Ormoy-sur-Aube, Silvarouvres és Châteauvillain községekkel határos.

## Népesség
A település népességének változása:
| Lakosok száma | 95   | 80   | 76   | 67   | 53   | 54   | 56   | 60   | 62   | 66   |
|               | 1968 | 1982 | 1990 | 2006 | 2013 | 2015 | 2017 | 2019 | 2020 | 2022 |